# Сафьянов, Иннокентий Георгиевич
Инноке́нтий Гео́ргиевич Сафья́нов (Эккенде́й) (25 сентября 1873, Иркутск — февраль 1953, Солнечногорск, Московская область) — революционер, участник гражданской войны в Сибири, один из основателей независимой Тувы, советский и тувинский общественный и хозяйственный деятель.

## Биография
Иннокентий Сафьянов происходил из купеческого рода Сафьяновых, восходящего, по семейному преданию к итальянцу Джузеппе Сопиани (Осипа Васильевича Сафьянова), привезённого красноярским воеводой из Риги. Отец Иннокентия, Георгий Павлович Сафьянов основал в Туве селения Туран и Уюк, занимался здесь торговлей и скотоводством, за что имел прозвище «граф Урянхайский», несколько раз избирался городским головой в города Минусинска и сотрудничал с Минусинским музеем. Дети его увлекались революционными идеями.
Иннокентий весной 1888 года был исключён из гимназии и выслан из Красноярска в Минусинск под надзор родителей за участие в издании сатирического журнала. По другим источникам, в 1890 г. исключён из гимназии за распространение запрещённой литературы.
В августе того же года Иннокентий уезжает на торговую факторию отца Салдан (на левом, южном берегу Енисея чуть выше села Усть-Элегест Кызылского кожууна). Он занимается коневодством, ездит с торговыми караванами по настоянию отца, сближается с тувинцами.
В тридцать с небольшим лет Сафьянов примыкает к социал-демократам. В доме Сафьяновых в Минусинске в 1905—1907 гг. размещается подпольная типография РСДРП. 18 июня 1906 г. Иннокентий участвует в устройстве закончившегося столкновениями с городовыми и черносотенцами митинга по случаю отъезда минусинских депутатов в первую Государственную думу, в 1913—1916 гг. возглавляет русско-урянхайское земство. В воспоминаниях он пишет:

Трудное было время. Я попал, как говорится, между трёх, а не двух даже огней. Ко мне, как председателю краевого земства, предъявляли требования и русские переселенцы, которые целыми посёлками переселялись тогда в Урянхай, и русские купцы, отдавшие за меня свои голоса при избрании меня на съезде русского населения, обращались ко мне по всем спорным вопросам и тувинские араты и чиновники. Со всеми надо было говорить, всем объяснять создавшееся положение. Должен сказать откровенно, что все мои симпатии были на стороне моих старых друзей тувинцев, особенно тувинцев-аратов. Я был против захвата Урянхая царским правительством и резко осуждал действия царского комиссара Григорьева. Это не прошло для меня безнаказанно.— Сафьянов И. Г. Повесть о жизни
Летом 1916 года Сафьянова высылают из Тувы. Сафьянов возвращается в Минусинск. Здесь, по просьбе ссыльных революционеров, он возглавляет социалистическую газету «Минусинский листок». Уже зимой газета была окончательно закрыта, а Иннокентий брошен в тюрьму и освобождён уже Временным правительством. После этого Сафьянов вступает в должность городского головы. В ходе поездки в Туву агитирует коренное население за независимость. В сентябре 1917 года вступает в РСДРП(б). Вступив в конфликт с городской думой, отказывается от должности городского головы. В период Минусинской коммуны Сафьянов — Председатель Уездного комитета партии, комиссар финансового отдела и казначейства Уезда, член Военно-революционного комитета. О днях Октябрьской революции сам Сафьянов рассказывает так:

Я в это время, кроме руководящей партийной работы, был членом исполкома, членом Военно-Революционного штаба, заведовал финансовым отделом, был комиссаром казначейства, активно участвовал в организации красной гвардии, сам был красногвардейцем, нёс ночные наряды.
‹…›
Работали, отдавая всё время, все силы, окружённые со всех сторон врагами революции. Тихий, провинциальный сибирский городок превращался в лагерь двух враждебных сторон. Помню такую характерную сценку. Военно-революционный штаб раздавал винтовки красногвардейцам. Пошёл и я получить винтовку, имея при себе только браунинг. Получил и иду с винтовкой по улице, а навстречу две гранд-дамы, знакомые, в шляпах и ротондах. Увидели меня с винтовкой в руках, чуть не попадали в обморок и завопили: «Боже, да что же это такое? Сам Сафьянов с винтовкой! Да как же дальше-то жить будем?» Проходя мимо, я поклонился, но они не ответили на моё приветствие, их лица выражали панический испуг, их глаза сверкали ненавистью.— Сафьянов И. Г. Повесть о жизни
Весной 1918 года Сафьянов вновь едет в Туву, где работает над организацией Советской власти (Урянхайского краевого совета). Тувинский съезд в июне высказался за образование независимой республики, дружественной Советской власти в России и в русской трудовой колонии в Танну-Туве. Сафьянов вернул тувинцам их печати и родовые списки, ранее отобранные царским комиссаром Григорьевым, и заключил с ними дружественный договор, по которому ликвидировался царский протекторат над Тувой.
После временного поражения Советской власти в Сибири Сафьянов, вместе с младшим сыном Володей, отправляется на плоту по Енисею в Минусинск, но там их хватают белые. Сафьянова поместили в Минусинскую, а потом в Красноярскую тюрьмы. В тюрьме также оказываются его брат Михаил и старший сын Борис. В январе 1920 года Красноярск был взят 5-й Красной Армией. Сафьянов вместе с другими политическими заключёнными был освобождён красноармейцами. Сафьянов к этому времени был тяжело болен тифом.
В 1920—1924 гг. Сафьянов снова работает в Туве, подготавливая Всетувинский Учредительный Хурал, прошедший 13—16 августа 1921 года. Иннокентий Сафьянов, таким образом, стоит у истоков тувинской государственности. При этом, однако, он вступает в конфликт с партийным руководством, склонявшимся тогда к присоединению Тувы к Монгольской Народной Республике, в частности, с Б. З. Шумяцким. Это привело к исключению Сафьянова из партии «как выходца из буржуазной среды», а затем и новой высылке из Тувы.
В 1926 году ЦКК отменила решение об исключении Сафьянова. Непродолжительное время он проработал начальником производственного отдела, а затем ещё и заместителем директора Вязниковского Промышленно-торгового треста, а затем вернулся в Сибирь, где возглавил потребительское общество в с. Верхне-Усинское. В 1930—1931 гг. был председателем коммуны, а потом работал животноводом.
В конце 1931 года Иннокентий Сафьянов с семьёй выехал в Москву. Незадолго до войны Сафьяновы перебрались на Кавказ, в село Красная Поляна. Последние годы жизни Иннокентия Сафьянова прошли в Подмосковье, в г. Солнечногорске.

## Интересные факты
- Иннокентий Сафьянов настоял на Всетывинском учредительном хурале в 1921 г. на включении в текст конституции пункта об отмене пыток.

- В 1921 г. Иннокентий Сафьянов защитил от грозящего расстрелом обвинения в колчаковщине писателя Василия Григорьевича Янчевецкого (Василий Ян).

- За участие в обороне села Красная Поляна от фашистских войск супруга Иннокентия, Анна Сафьянова, была награждена медалью «За оборону Кавказа».

- Автор книги о Сафьянове — «Эккендей» — и директор музея им. Сафьяновых (бывшего историко-революционного) в Туране — Татьяна Евгеньевна Верещагина, внучка Виктора Андреевича Сафьянова, двоюродного брата Иннокентия Сафьянова.

- Правнучка Иннокентия Сафьянова, Юлия Жутаева (Уткина), долгое время была замужем за председателем и основателем Российской маоистской партии Даром Жутаевым и принимала участие в её проектах.

## Изданные сочинения
- Тува в прошлом: в 2 т.: к 90-летию Тувинской народной республики. — М., 2012. — Т. 1: Художественное творчество тувинского народа. Фотоархив. — 231 с.
- Тува в прошлом: в 2 т.: к 90-летию Тувинской народной республики. — М., 2012. — Т. 2: Повесть о жизни: Гражданская война в Туве. — 315 с.